# The Big Breaker
The Big Breaker är ett rev i Australien.   Det ligger i delstaten Western Australia, i den västra delen av landet, 3 400 km väster om huvudstaden Canberra. Det ligger cirka tre km norr om North Island, den nordligaste ön i ögruppen Houtman Abrolhos.